# Coolnatullagh

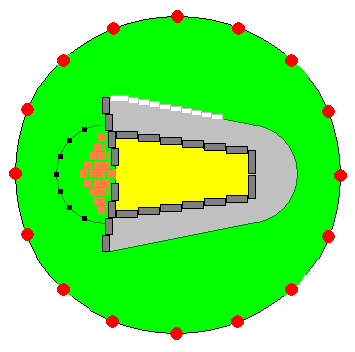
Prinzipskizze Wedge Tomb am Beispiel von Island

Das Wedge Tomb von Coolnatullagh (irisch Cúl na Tulcha, deutsch „Rückseite des Hügels“) liegt am Gortaclare Mountain im Burren, im Norden des County Clare in Irland, etwa 300 m von der Straße entfernt, von wo es wegen der zahllosen Felsblöcke und des Bewuchses kaum auszumachen ist. Wedge Tombs (deutsch „Keilgräber“, früher auch „wedge-shaped gallery grave“ genannt) sind doppelwandige, ganglose, mehrheitlich ungegliederte Megalithbauten der späten Jungsteinzeit und der frühen Bronzezeit.

## Beschreibung
Es befindet sich in schlechtem Zustand. Es liegt im nördlichen Teil des Burren an der Spitze eines Tales, das nach Nordosten von der Carron Depression zum Slieve Carran führt. 1995 oder 1996 wurde der Steinhügel durch einen Ausgräber beschädigt.
Der runde Steinhügel hat 16 m Durchmesser, er steht bis zu einer Höhe von einem Meter über dem Niveau der Umgebung. Das Ostdrittel des Steinhügels wurde völlig ausgegraben. Ein Teil des einst grasbedeckten Cairns blieb erhalten. Thomas Johnson Westropp (1860–1922) überlieferte, dass einst ein kleiner kreuzförmiger Stein in der Megalithanlage stand. Zwei Steinkisten, eine davon mit menschlichen Überresten, wurden in der Nähe entdeckt.